# Lorleau
Lorleau település Franciaországban, Eure megyében. Lakosainak száma 101 fő (2022. január 1.). Lorleau Beauficel-en-Lyons, Fleury-la-Forêt, Lyons-la-Forêt és La Feuillie községekkel határos.

## Népesség
A település népességének változása:
| Lakosok száma | 119  | 110  | 118  | 157  | 137  | 142  | 144  | 118  | 105  | 101  |
|               | 1968 | 1982 | 1990 | 2006 | 2013 | 2015 | 2017 | 2019 | 2020 | 2022 |